# Dendromus kahuziensis
Dendromus kahuziensis — вид гризунів родини Незомієві (Nesomyidae).

## Поширення
Вид є ендеміком Демократичної Республіки Конго. Вид відомий за двома екземплярами, що були виявлені на сході країни в районі згаслого вулкана Кахузі.

## Опис
Тіло завдовжки 50—100 мм, довжина хвоста 65—132 мм. Його хутро бурого забарвлення на спині і білого або жовтого на череві, із темними кільцями навколо його очей.